# Balzan Football Club
 (décembre 2016).
Si vous disposez d'ouvrages ou d'articles de référence ou si vous connaissez des sites web de qualité traitant du thème abordé ici, merci de compléter l'article en donnant les références utiles à sa vérifiabilité et en les liant à la section « Notes et références ».
Le Balzan Football Club est un club maltais de football basé à Hamrun, fondé en 1937. Le club évolue dans le championnat de Malte de football. Le club possède également une équipe de futsal.

## Histoire
Le Balzan Football Club est promu pour la première fois de son histoire en première division lors de l'année 2011. Le club se classe quatrième de la première division maltaise lors de la saison 2014-2015, ce qui lui permet de participer au premier tour de la Ligue Europa 2015-2016. Balzan est alors battu par le club bosnien du FK Željezničar Sarajevo.

## Bilan sportif

### Palmarès
- Championnat de Malte
  - Vice-champion : 2017 et 2018
- Coupe de Malte
  - Vainqueur : 2019
  - Finaliste : 2016
- Supercoupe de Malte
  - Finaliste : 2018 et 2019

- Championnat de Malte de deuxième division
  - Champion : 2011

### Bilan européen
Note : dans les résultats ci-dessous, le score du club est toujours donné en premier
| Saison    | Compétition             | Tour            | Club                 | Domicile | Extérieur | Total |
| --------- | ----------------------- | --------------- | -------------------- | -------- | --------- | ----- |
| 2015-2016 | Ligue Europa            | Premier tour Q  | Željezničar Sarajevo | 0 - 2    | 0 - 1     | 0 - 3 |
| 2016-2017 | Ligue Europa            | Premier tour Q  | Neftchi Bakou        | 0 - 2    | 2 - 1     | 2 - 3 |
| 2017-2018 | Ligue Europa            | Premier tour Q  | Videoton FC          | 3 - 3    | 0 - 2     | 3 - 5 |
| 2018-2019 | Ligue Europa            | Premier tour Q  | Keşla FK             | 4 - 1    | 1 - 2     | 5 - 3 |
| 2018-2019 | Ligue Europa            | Deuxième tour Q | Slovan Bratislava    | 2 - 1    | 1 - 3     | 3 - 4 |
| 2019-2020 | Ligue Europa            | Premier tour Q  | NK Domžale           | 3 - 4    | 0 - 1     | 3 - 5 |
| 2023-2024 | Ligue Europa Conférence | Premier tour Q  | NK Domžale           | 1 - 3 ap | 4 - 1     | 5 - 4 |
| 2023-2024 | Ligue Europa Conférence | Deuxième tour Q | Nioman Hrodna        | 0 - 0    | 0 - 2     | 0 - 2 |

Légende
- Victoire ou qualification pour le tour suivant
- Match nul
- Défaite ou élimination de la compétition